# Барометър
Барометърът е уред за измерване на атмосферното налягане.

## Видове барометри

### Живачен барометър
При живачния барометър атмосферното налягане се измерва, като аеростатичното налягане на въздуха се уравновесява с хидростатичния натиск на живак. Живакът се намира във вертикално разположена и затворена в единия край стъклена тръба, с вакуум в горната си част. Долният отворен край на стъклената тръба е потопен в съд с живак. До тръбата има скала, по която се отчита атмосферното налягане в милиметри живачен стълб (mmHg) или в милибари (mbar). Живачният барометър е изобретен от италианския учен Еванджелиста Торичели през 1644 г.

### Анероиден барометър (анероид)
Анероидният барометър представлява херметично затворена кутия с разреден въздух. В зависимост от налягането на атмосферния въздух кутията се деформира. Посредством система от лостове налягането се отчита върху скàла чрез стрелка.

## История
През 1643 г. италианският физик Еванджелиста Торичели създава първия живачен барометър, с който измерва атмосферното налягане. Барометърът на Торичели е стъклена тръба с дължина около 80 cm, единият край на която е отворен, а другият е затворен. Тя се запълва с живак, обръща се и отвореният ѝ край се потапя в съд с живак. Френският математик Блез Паскал коментира живачната тръба на барометъра на Торичели, заявявайки, че налягането на атмосферата наистина е сила, която избутва живачната колона в тръбата, и това се нарича просто атмосферно налягане, което в този случай се предава чрез живака. 